# Palau Borrell
Palau Borrell, alguns cops escrit Palauborrell, és un petit veïnat a escassa distància a ponent del nucli urbà de la població de Viladamat, cap del municipi del que forma part des de 1846.
El nucli de Palau Borrell està catalogat a l'Inventari del Patrimoni Arquitectònic de Catalunya. Es tracta d'una petita agrupació de cinc masos disposats a l'entorn de l'església de Santa Eulàlia, adossada en un d'ells, el mas d'en Batlle. Es tracta de masies formades per diversos cossos adossats disposats en un terreny en pendent. Presenten les cobertes de teula d'una i dues vessants i consten de planta baixa, pis i golfes. Els accessos es fan mitjançant portals d'arc de mig punt adovellats i d'arc rebaixat, amb les finestres majoritàriament rectangulars, i els emmarcaments bastits amb carreus de pedra i les llindes planes. Les més modernes són bastides en maons. A l'interior, aquests masos presenten sostres coberts amb voltes de canó de pedruscall i voltes a la catalana.
Les construccions són bastides en pedra desbastada i sense treballar,lligada amb morter i amb carreus a les cantonades. Aquest masos són segones residències.

## Història
Palau Borrell és en una cruïlla de camins que comunica Empúries amb l'interior del país, el nucli de Palau Borrell ha presentat algunes mostres de ceràmica tardorromana. De fet, l'etimologia del nom, Palatio Borrello pot provenir de les restes d'una possible antiga vil·la del Baix Imperi Romà.
Els documents més antics que s'han conservat fan menció d'una donació de terres de Girberga al monestir de Sant Miquel de Fluvià, l'any 1149. Concretament, en document indica que les terres se situen in locum vocatum collo Palacii, dins el comtat d'Empúries. Un altre document del mateix any fa esment a un testament del cavaller Gerau de Rupià a les seves filles, on menciona el nucli de Palau Borrell.
Tot i les notícies documentals, l'església de Santa Eulàlia mostra les característiques pròpies de les construccions preromàniques dels segles IX-X i l'arqueologia ha confirmat que aquest temple es va construir sobre les restes d'un fonament anterior. Aquesta església apareix com a sufragània de la parròquia de Sant Feliu de la Garriga fins que, al segle XVII va passar a dependre de la nova església de Sant Quirze de Viladamat. Sant Feliu de la Garriga i Viladamat van ser venudes a Francesc Guerau d'Ullà per Bernat Alemany d'Orriols.
Pel que respecta als masos de Palau Borrell, consta que al fogatge de 1467 hi havia cinc focs, nombre que s'ha mantingut sense gaires variacions durant sis segles. La construcció i reformes d'aquests masos es van realitzar entre els segles XV i XVII. Malauradament, els documents d'aquesta època són pocs i molt dispersos.
És documentat l'any 1761 un llarg plet entre la Pia Almoina de Girona i el comte d'Empúries per unes terres a Palau Borrell, conflicte que es va solucionar l'any 1770 amb una sentència favorable a la Pia Almoina.
Deu anys més tard es va arribar a una concòrdia sobre els drets i dominis de Palautordera entre el monestir de Sant Pere de Galligants, de qui depenia directament el monestir de Sant Miquel de Galligants, el propietari del Mas del Batlle i la Pia Almoina de Girona.
Actualment, el nucli, format per cinc masos reformats pertany al terme municipal de Viladamat.